# Da uomo a uomo
Da Uomo a Uomo (Nederlands: De dood te paard; Engels: Death Rides a Horse) is een Italiaanse western uit 1967. De film is geregisseerd door Giulio Petroni en de hoofdrollen worden gespeeld door Lee Van Cleef en John Phillip Law. De Amerikaanse versie van de film bevindt zich in het publiek domein.

## Verhaal
Bill ziet als een kind zijn vader vermoord worden, en zijn moeder en zus verkracht en vermoord worden door een bende van vier mannen. Sindsdien is het enige wat hij nog wil wraak op de moordenaars. Op een dag ontmoet hij vreemdeling Ryan (Van Cleef) die achter dezelfde mannen aanzit omdat die mannen hem hebben verraden, waardoor hij 15 jaar in de gevangenis moest zitten. Wanneer Bill een van de mannen doodschiet besluit Ryan met hem samen te werken en hem te helpen de andere te vinden. Wanneer bijna alle misdadigers dood zijn komt Bill erachter dat er nog een vijfde man die bewuste avond bij was, die man was Ryan.

## Rolverdeling
| Acteur           | Personage               |
| ---------------- | ----------------------- |
| John Phillip Law | Bill Meceita            |
| Lee Van Cleef    | Ryan                    |
| Luigi Pistilli   | Walcott                 |
| Mario Brega      | Walcott's handlanger    |
| Anthony Dawson   | Burt Cavanaugh          |
| José Torres      | Pedro (als Jose Torres) |
| Franco Balducci  | Sceriffo                |
| Bruno Corazzari  | Walcott's barman        |
| Felicita Fanny   | Martita                 |
| Vivienne Bocca   | Bill's zus              |